# ヴィルデ・ザウ
ヴィルデ・ザウ（Wilde Sau、イノシシ戦法）とは、第二次世界大戦において連合国のレーダー攪乱下での爆撃に対抗したドイツが行った迎撃作戦。

## 概要
連合国のレーダー攪乱に対するドイツの作戦。発案者はハヨ・ヘルマン大尉。高射砲弾の信管を高度6500メートルにセットしてそれ以上は射程圏から外し、防空戦闘機隊は高射砲の爆発範囲の上空で待機し探照燈に照らされた敵機影に攻撃を行うという作戦である。照明の他に爆撃火災の返り火によっても敵のシルエットが浮かび上がるという利点もあった。

## 経緯
ドイツへの絨毯爆撃を開始した連合国は1943年から「ウインドウ」と呼ばれるレーダー攪乱兵器（チャフ）を導入しさらに戦果を拡大していた。これによって第1夜間戦闘航空団らドイツ軍の夜間戦闘機や高射砲は効果的な迎撃ができず、7月24日のハンブルク爆撃では出撃したのべ3000機の英軍爆撃機のうち撃墜は87機と3%に満たなかった。これに対策を取るようにアドルフ・ヒトラー総統はヘルマン・ゲーリング空軍総司令官へ命令した。ゲーリング以下イエショネック参謀長、ミルヒ空軍次官、カムフーバー夜間戦闘機総監、ガーランド戦闘機総監らが各部隊から迎撃案を集め、爆撃航空団のハヨ・ヘルマン大尉（少佐）発案の「ヴィルデ・ザウ」が採用された。レーダー管制等を必要としない簡明な戦法ではあるが、友軍の砲撃下を飛行する戦闘機隊には勇気が必要だった。。
1943年8月4日ケルンへの夜間空襲に来た200機の爆撃機に対し試験的に実行され、9機のFw190が出撃し12機のランカスター爆撃機の撃墜に成功した、ドイツ側の損害は1機だった。。
この成功によってヴィルデ・ザウ専門の防空隊JG300が編成され、10月にはJG301、11月には302も編成された。最大の戦果は1943年8月17日のペーネミュンデ陸軍兵器実験場爆撃の際のことで、デ・ハビランド モスキート爆撃機に対してベルリン上空で照明弾を発射した。通常の夜間戦闘機は目標から遠すぎ、鈍重であるため迎撃出来なかったが、「ヴィルデ・ザウ」のフォッケウルフ Fw190戦闘機は迎撃に成功した。約30機が敵編隊に突入し、40機の敵機のうち29機を撃墜した。もっとも「ヴィルデ・ザウ」の戦果は天候に大きく左右されるもので、ドイツ国内に限定されていた。